# Johann Michael Francke

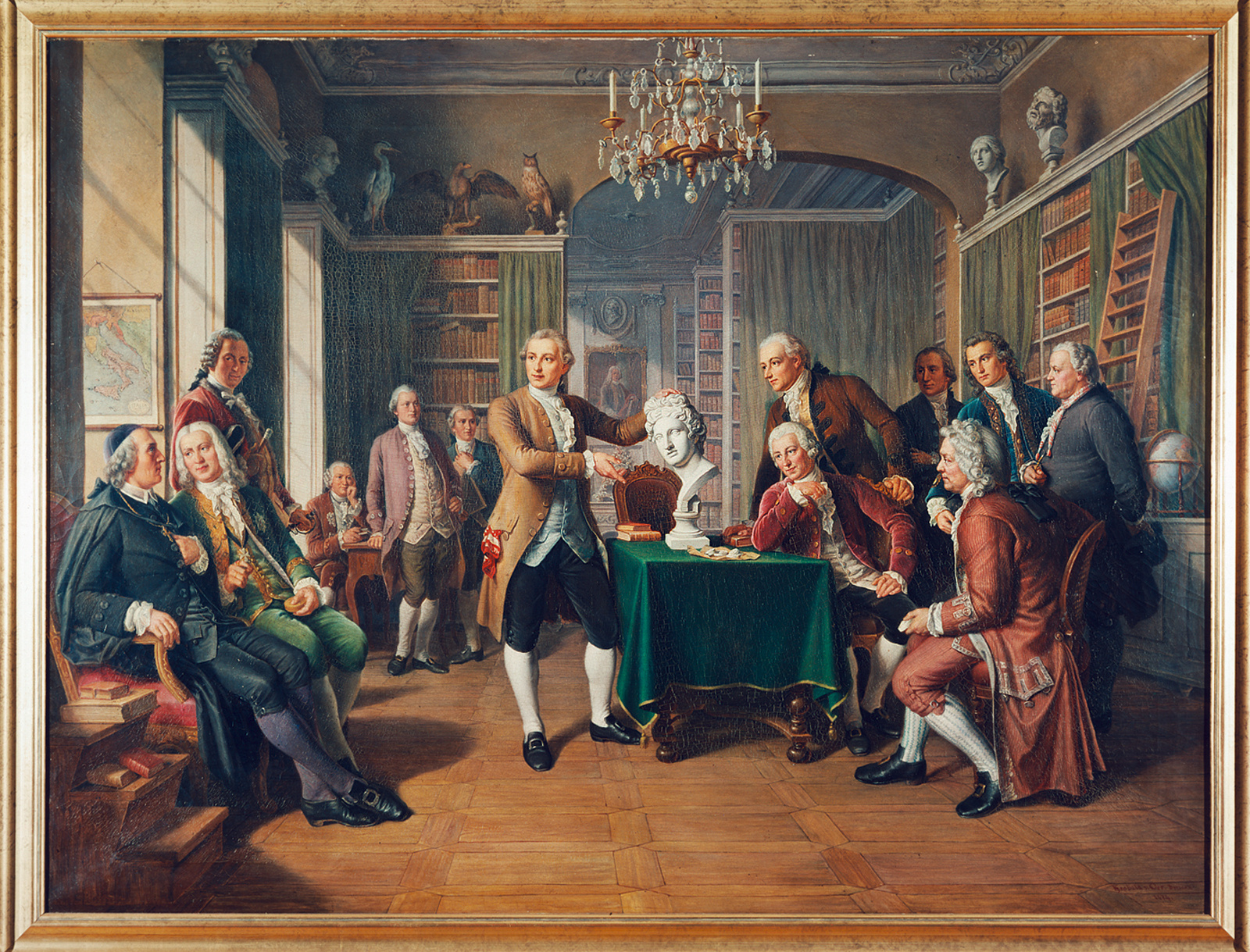
Johann Michael Francke (4. v. l.) mit Johann Joachim Winckelmann und anderen Gelehrten in der Bibliothek im Schloss Nöthnitz

Johann Michael Francke, auch Johannes Michael Francke, (* 6. Januar 1717 in Niederebersbach; † 19. Juni 1775 in Dresden) war ein deutscher Bibliothekar, der u. a. auch durch seine Freundschaft zu Christian Fürchtegott Gellert und Johann Joachim Winckelmann bekannt wurde.

## Leben
Er war der Sohn des evangelischen Pfarrers Michael Francke (1679–1728) und dessen Ehefrau Eva Dorothea geb. Oswald. Nach dem Besuch des Gymnasiums in Bautzen nahm Johann Michael Francke ein Studium an der Universität Leipzig auf. Dort zählte unter anderem Johann Christoph Gottsched zu seinen Lehrern und auch die Freundschaft zu Gellert ging auf die gemeinsame Studienzeit in Leipzig zurück.
Nach Abschluss des Studiums fand Johann Michael Francke im Jahre 1740 eine Anstellung als Bibliothekar bei Heinrich von Bünau, der Oberaufseher des kursächsischen Anteils der Grafschaft Mansfeld war. Heinrich von Bünau hielt sich damals zeitweise auf seinem Schloss Nöthnitz auf, in das er seine Privatbibliothek aus Dresden durch Johann Michael Francke verbringen ließ. Francke eignete sich Kenntnisse des Bibliothekswesen autodidaktisch an. Im Zuge der Verlagerung nahm Francke eine Katalogisierung und den Ankauf neuer Bücher im Auftrag seines Dienstherren vor. Als Grundlage der Katalogisierung diente ihm dabei das Benutzungsinteresse. Die ersten sieben Bände des von Francke erstellten Bibliothekskatalogs ließ Heinrich von Bünau unter dem Titel Catalogus Bibliothecae Bunavianae in den Jahren zwischen 1750 und 1756 in Druck erscheinen. Die Bünau’sche Privatbibliothek umfasste damals ca. 42.000 Bände und war öffentlich benutzbar. Sie war zur damaligen Zeit überregional bekannt und gehörte zu den umfangreichsten Büchersammlungen Kursachsens.
Von 1748 bis 1754 arbeitete er als Bibliothekar in Nöthnitz mit dem Archäologen, Antiquar und Kunstschriftsteller Johann Joachim Winckelmann aus Stendal zusammen.
Zwei Jahre nach Bünaus Tod 1762 wurde dessen umfangreiche Privatbibliothek für die Kurfürstliche Bibliothek im Schloss Dresden angekauft und Johann Michael Francke wurde mit der Bibliothek in den kursächsischen Staatsdienst in Dresden übernommen. Francke arbeitete die Bibliotheksbestände aus Nöthnitz in die Bibliothek des sächsischen Kurfürsten Friedrich August ein und entwickelte dazu ein Ordnungs- und Aufstellungssystem, das noch bis in die 1920er Jahre Verwendung fand.

## Schriften (Auswahl)
- Catalogus Bibliothecae Bunavianae, 7 Bände, Leipzig 1750–1756.
- Catalogus librorum, maximam partem exquitissimorum operum, qua in bibliotheca electorali Dresdensi in duplo extiterunt, drei Bände, Dresden 1775–1777.

## Familie
Johann Michael Francke war zweimal verheiratet. Seine erste Frau starb 1765, so dass er 1766 mit Sophia geborene Drechsler eine zweite Ehe einging. Aus beiden Verbindungen sind keine Kinder bekannt.